# Keith Carter
Keith Eyre Carter (* 30. August 1924 in Akron, Ohio; † 3. Mai 2013 in Asheville, North Carolina) war ein US-amerikanischer Schwimmer. Bei den Olympischen Sommerspielen 1948 in London gewann er über 200 m Brust die Silbermedaille hinter Joseph Verdeur. Über 100 m Freistil belegte er den vierten Platz.